# Škotska baronska arhitektura
Škotska baronska arhitektura je arhitekturni slog prenove gotike 19. stoletja, ki je oživil oblike in okraske zgodovinske arhitekture Škotske v poznem srednjem veku in zgodnjem modernem obdobju. Za stavbe v škotskem baronskem slogu, ki spominjajo na škotske gradove, so značilne dovršene strešne linije, okrašene s stožčastimi strehami, stolpiči in obzidjem z mašikulami, pogosto z asimetričnim tlorisom. Škotska baronska arhitektura, ki je bila priljubljena med modo romantike in slikovitosti, je bila enakovredna jakobinskemu preporodu v Angliji 19. stoletja in je prav tako oživila poznogotski videz utrjene domače arhitekture elit v poznem srednjem veku in arhitekture Jakobova doba.
Med arhitekti škotskega baronskega sloga v viktorijanski dobi sta bila William Burn in David Bryce. Romantika na Škotskem je sovpadala s škotsko nacionalno identiteto v 19. stoletju in nekatere najbolj simbolične podeželske rezidence Škotske 19. stoletja so bile zgrajene v tem slogu, tudi grad Balmoral kraljice Viktorije in Abbotsford Walterja Scotta, medtem ko je bil v mestnih okoljih Cockburn Street, Edinburgh v celoti zgrajen v baronskem slogu. Stavbe v baronskem slogu so bile običajno iz kamna, bodisi iz klesanega ali zidanega.
Po knjigi Roberta Williama Billingsa Baronial and Ecclesiastical Antiquities of Scotland so arhitekturni zgodovinarji prepoznali slogovne značilnosti baronskih gradov, zgrajenih od konca 16. stoletja, kot škotski baronski slog, ki so ga kot oživljeni idiom arhitekti še naprej uporabljali do 1930-ih. Škotski baronski sloh je močno vplival na moderno arhitekturo Charlesa Rennieja Mackintosha. Slog je veljal za britanski nacionalni idiom, simbol Škotske, in se je pogosto uporabljal za javne stavbe, podeželske hiše, rezidence in neumnosti po vsem Britanskem imperiju. Škotski nacionalni vojni spomenik je bil zadnji pomemben spomenik baronskega sloga, zgrajen leta 1920 v Edinburškem gradu po prvi svetovni vojni.

## Oživitev in ime
Škotski baronski slog se imenuje tudi samo baronski slog. Ime je bilo izumljeno v 19. stoletju in morda izhaja iz knjige Roberta Williama Billingsa Baronial and Ecclesiastical Antiquities of Scotland, objavljene leta 1852. Zdi se, da prej slog ni imel imena. Stavbe, ki jih je ustvarila škotska baronska oživitev, daleč presegajo tiste iz prvotnih škotskih "baronskih" gradov zgodnjega novega veka.

## Predhodniki
{{glavni|Arhitektura na Škotskem]]
Škotski baronski slog je črpal iz stavb škotske renesanse. Slog elitnih rezidenc, ki so jih zgradili baroni na Škotskem, se je razvil pod vplivom francoske arhitekture in arhitekture Flandrije v 16. stoletju in je bil opuščen okoli leta 1660. Slog je ohranil številne značilnosti visokih srednjeveških gotskih gradov in vnesel renesančne značilnosti. Visoke srednjeveške utrdbe s sorazmerno tankimi stenami so zastarele zaradi orožja s smodnikom, vendar so bile povezane z viteštvom in zemljiškim plemstvom. Visoke strehe, stolpe in stolpiče so ohranili zaradi statusa. Vneseni so bili renesančni elementi. To je zadevalo predvsem okna, ki so se povečevala, imela ravne preklade ali polkrožne loke in praviloma brez stebrov. Slog je temeljil na stolpih, pri čemer je ohranil veliko svojih zunanjih značilnosti. Francoska renesansa je ohranila tudi strme strehe srednjeveških gradov, kot jih je mogoče videti na primer v Azay-le-Rideauju (1518), na prvotni škotski baronski slog pa so morda vplivali francoski zidarji, ki so jih pripeljali na Škotsko, da bi delali na kraljevih palačah.
Slog je bil po obsegu precej omejen: slog za manjše škotske posestnike. Stene so običajno narejene iz ruševin in samo okenski okviri in obloge so iz klesanca. Kiparski okraski so redko uporabljeni. V večini primerov okna nimajo pedimentov. Slog pogosto uporablja stolpiče s konzolami, včasih imenovane turelles, vogalni stolpič ali pepperpot turrets. Nosilci, ki podpirajo kupolo, so običajno valjani. Njihove strehe so bile stožčaste. Zatrepi so pogosto stopničasti. Okrogli stolpi, ki podpirajo kvadratne podstrešne prostore, ki se raztezajo nad valjem njihovih glavnih teles, so poseben škotski baronski slog. Videti jih je mogoče pri Claypotts, Monea, Colliston, Thirlestane, Auchans, Balvenie in Fiddes.
Takšni gradovi ali stolpi so običajno zgrajeni na asimetričnih tlorisih. Pogosto je to Z-tloris kot pri gradu Claypotts (1569–1588) ali L-tloris kot pri Collistonu. Linije strehe so neenakomerne in nepravilne.
Škotski baronski slog je obstajal celo na Škotskem s severnorenesančno arhitekturo, ki so jo imeli najraje premožnejši naročniki. Delo Williama Wallacea, zidarskega mojstra in arhitekta, na severnem območju palače Linlithgow (1618–1622) in v bolnišnici Heriot (1628–1633) sta primera sočasne škotske renesančne arhitekture. Wallace je delal za grofico doma v Moray House na edinburškem Canongateu, anglo-škotsko stranko, ki je zaposlila angleškega zidarskega mojstra Nicholasa Stona v njeni londonski hiši v Aldersgateu.
Baronski slog in škotski renesančni slog sta se končno umaknila večjim angleškim oblikam, povezanim z Inigom Jonesom v poznejšem delu 17. stoletja.
- Grad Dunrobin je večinoma delo sira Charlesa Barryja in je podoben okrašenim stožčastim stolpom, temeljem in oknom sodobnih restavracij, kot je grad Josselin v Bretanji
- Stolpi v škotsko-baronskem slogu na viktorijanskih stanovanjskih stavbah v Edinburghu
- Stolp nad vhodom v The Kirna, posest Ballantyne iz leta 1867 v Walkerburnu, Scottish Borders
- Grad Balmoral prikazuje končno viktorijansko utelešenje sloga. Glavna utrdba, ki spominja na Craigievar, je sredina gradu, medtem ko je pritrjena velika podeželska hiša s stolpiči.
- Grad Balmoral, kraljeva rezidenca, Aberdeenshire
- Javna knjižnica Allahabad v Prayagraju v Indiji

## Zaton
Priljubljenost baronskega sloga je dosegla vrhunec proti koncu 19. stoletja, gradnja velikih hiš pa je v 20. stoletju izgubila pomen. Baronski slog je še naprej vplival na gradnjo nekaterih posestnih hiš, vključno z gradom Skibo, ki sta ga od leta 1899 do 1903 za industrialca Andrewa Carnegieja obnovila Ross in Macbeth. Posamezni primeri so vključevali hiše, ki jih je zasnoval Basil Spence, Broughton Place (1936) in Gribloch (1937–1939), ki so združevale moderne in baronske elemente.
Škotski baronski gradovi iz 20. stoletja imajo sloves arhitekturnih folly. Med večino mecenov in arhitektov je slog postal nenaklonjen skupaj s slogom neogotike v zgodnjih letih 20. stoletja.